# Рокафорте Мондови
Рокафорте Мондови (итал. Roccaforte Mondovì) је насеље у Италији у округу Кунео, региону Пијемонт.
Према процени из 2011. у насељу је живело 975 становника. Насеље се налази на надморској висини од 577 м.

## Становништво
Према резултатима пописа становништва 2011. у општини је живело 2.148 становника.
| 1931. | 1936. | 1951. | 1961. | 1971. | 1981. | 1991. | 2001. | 2011. |
| ----- | ----- | ----- | ----- | ----- | ----- | ----- | ----- | ----- |
| 2.928 | 2.488 | 2.376 | 2.123 | 2.086 | 1.959 | 1.972 | 2.024 | 2.148 |